# Catalina Valls Aguiló
Catalina Valls Aguiló (Palma, Mallorca, 9 d'abril de 1906 - íd., 7 de desembre de 1999), més coneguda com a Catina Valls, fou una actriu de teatre mallorquina, directora teatral i escriptora. Considerada una de les impulsores del teatre mallorquí de la primera meitat del segle xx, contribuí a recuperar a Mallorca l'ús públic del català en els escenaris.

## Biografia
Filla de Joan Valls i Catalina Aguiló, argenters, els seus germans eren els tambe actors Joan i Cristina Valls Aguiló. S'inicià com a solista amb l'Orfeó Mallorquí, i aviat compaginà les actuacions musicals amb el teatre. Va estudiar declamació i vocalització amb Juan Vázquez a la Penya Artística del Foment del Civisme i a començament de la dècada de 1920 va intervenir en representacions al Cercle d'Obrers Catòlics i al Saló Mallorca, mentre debutava també en la sarsuela, al 1922, al Teatre Principal de Palma, i com a cupletista, el 1923, amb el nom de Catina la Baleárica, al Teatre Líric de Palma.
Després de rebutjar una oferta de contracte per actuar a Madrid i formar-se al Conservatori, al 1927 va fundar la companyia Catina-Estelrich, juntament amb el seu cunyat, Joan Estelrich i la seva germana. La companyia constituí un dels principals grups teatrals dels anys 20 i 30. En fou la primera actriu fins al 1938, en què es va dissoldre. A començaments de la dècada de 1940 va aprovar unes oposicions a Telefònica i, després d'uns anys inactiva en el teatre, a final dels anys 40 dirigí la Companyia de Teatre Regional, que després s'anomenaria Artis.
El 1949 es va retirar de la interpretació, amb el paper de Senyora Àvia a Portes obertes, de Martí Mayol i Josep Maria Palau i Camps al Teatre Principal de Palma. Als anys 50 va dirigir, amb Josep Ribas, la Companyia Infantil del Teatre Principal de Palma.
Al llarg de la seva vida teatral Interpretà sarsueles, cuplets, va fer teatre en mallorquí / català i fins i tot en retransmissions de ràdio. representà als escenaris obres en castellà de Carlos Arniches, Pedro Muñoz Seca, Vital Aza o Luca de Tena. I altres de teatre, en mallorquí, amb obres de Miquel Puigserver, Bartomeu Ferrà, Josep Maria Tous i Maroto, Martí Mayol o Aina Villalonga.

## Llegat i memòria
El Teatre Municipal del Passeig de Mallorca, a Palma, porta el nom de Catalina Valls, en record seu.